# Christian Neuper (Fußballspieler)
Christian Neuper (* 10. Oktober 1983) ist ein österreichischer Fußballspieler.

## Leben
2000 wechselte Christian Neuper vom Unterligaclub SV Stainach-Grimming, seinem Jugendverein, zum SV Bad Aussee, welcher gerade in die Landesliga Steiermark aufgestiegen war. 2002 wechselte auch sein einer Bruder Alexander und 2006 sein anderer Bruder Martin zum gleichen Verein. 2005 war bereits der Aufstieg in die Regionalliga Mitte, der dritthöchsten österreichischen Fußballliga, geglückt. In der Saison 2006/2007 spielt Christian Neuper hier 29 von 30 Spielen. SV Bad Aussee konnte die Saison als Meister abschließen, stieg dadurch in die Erste Liga auf, aber direkt als Tabellenletzter wieder in die Regionalliga ab. In der Ersten Liga spielte er 27 Spiele von 33 Spielen und blieb dabei aber ohne Torerfolg.
Nach dem Abstieg vom SV Bad Aussee ging er zur Saison 2008/2009 gemeinsam mit seinem Bruder Alexander zum SC Liezen in die Oberliga Nord und kam dort in dieser Saison auf 25 Spiele. In der Folgesaison wechselte auch sein anderer Bruder Martin vom SV Bad Aussee zum SC Liezen. Ab der Saison 2009/2010 spielte Christian Neuper in der Landesliga und schoss am 10. Spieltag der Saison 2010/2011 sein erstes Landesligator. 2018 verließ er nach 285 Pflichtspielen wieder gemeinsam mit seinem Bruder Alexander den SC Liezen.